# Mitsubishi Toppo
Mitsubishi Toppo – samochód osobowy typu kei car produkowany przez japońską firmę Mitsubishi w latach 1990-2001 oraz ponownie od roku 2008. Do napędu używano silników R4 oraz R3 o pojemności 0,7 litra. Moc przenoszona jest na oś przednią lub obie osie poprzez 3- lub 4-biegową automatyczną bądź 4- lub 5-biegową manualną skrzynię biegów.

## Dane techniczne ('98 R3 0.7)

### Silnik
- R3 0,7 l (657 cm³), 4 zawory na cylinder, SOHC
- Układ zasilania: wtrysk
- Średnica cylindra × skok tłoka: 65,00 mm × 66,00 mm
- Stopień sprężania: 10,2:1
- Moc maksymalna: 51 KM (37 kW) przy 6500 obr./min
- Maksymalny moment obrotowy: 62 N•m przy 4000 obr./min

## Dane techniczne ('98 R4 0.7)

### Silnik
- R4 0,7 l (659 cm³), 5 zaworów na cylinder, DOHC, turbo
- Układ zasilania: wtrysk
- Średnica cylindra × skok tłoka: 60,00 mm × 58,30 mm
- Stopień sprężania: 8,5:1
- Moc maksymalna: 64 KM (47 kW) przy 7000 obr./min
- Maksymalny moment obrotowy: 100 N•m przy 3500 obr./min

## Galeria

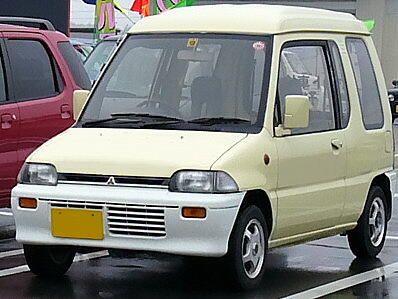
1990 Mitsubishi Minica Toppo
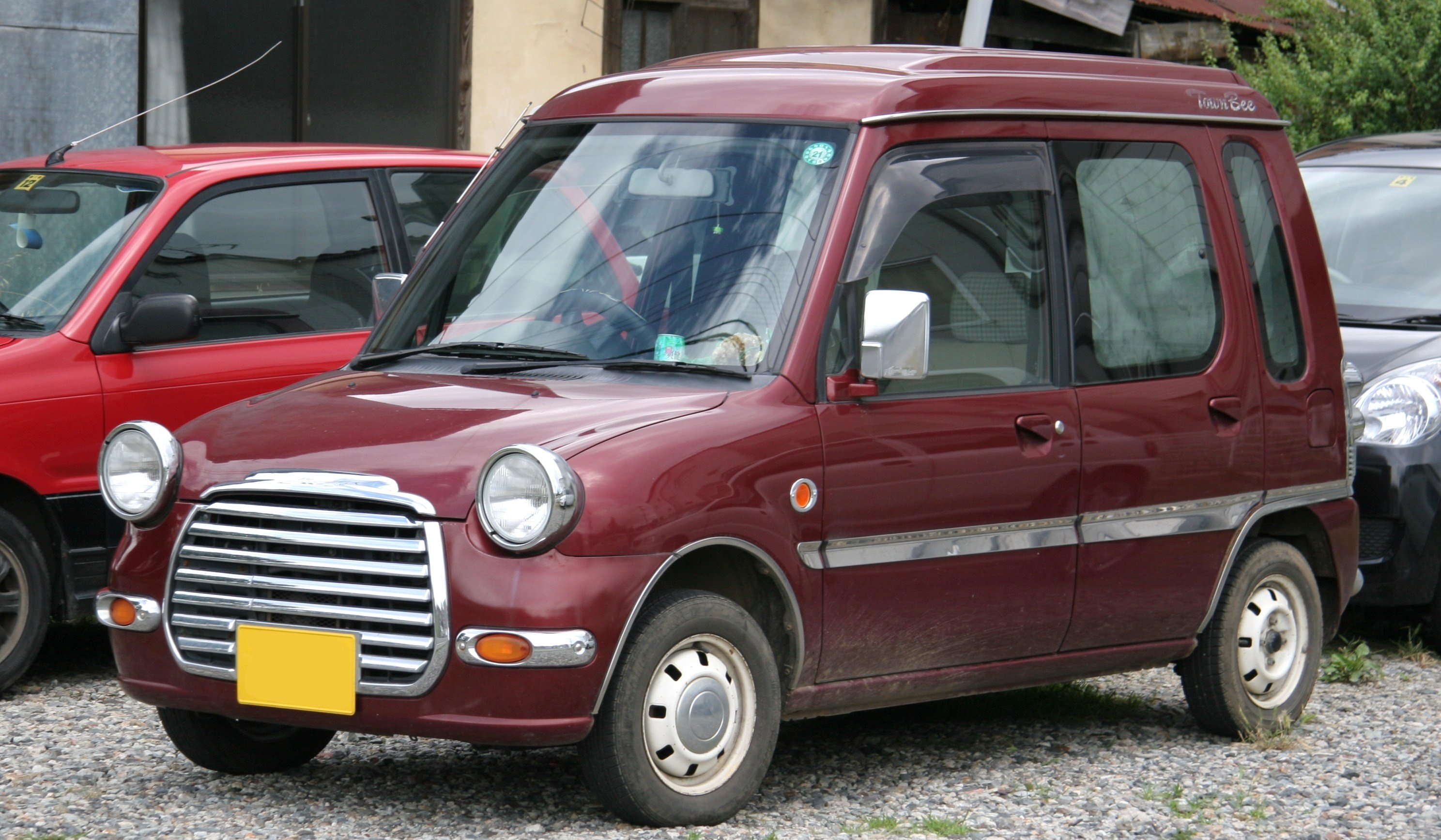
Mitsubishi Minica Toppo Town Bee
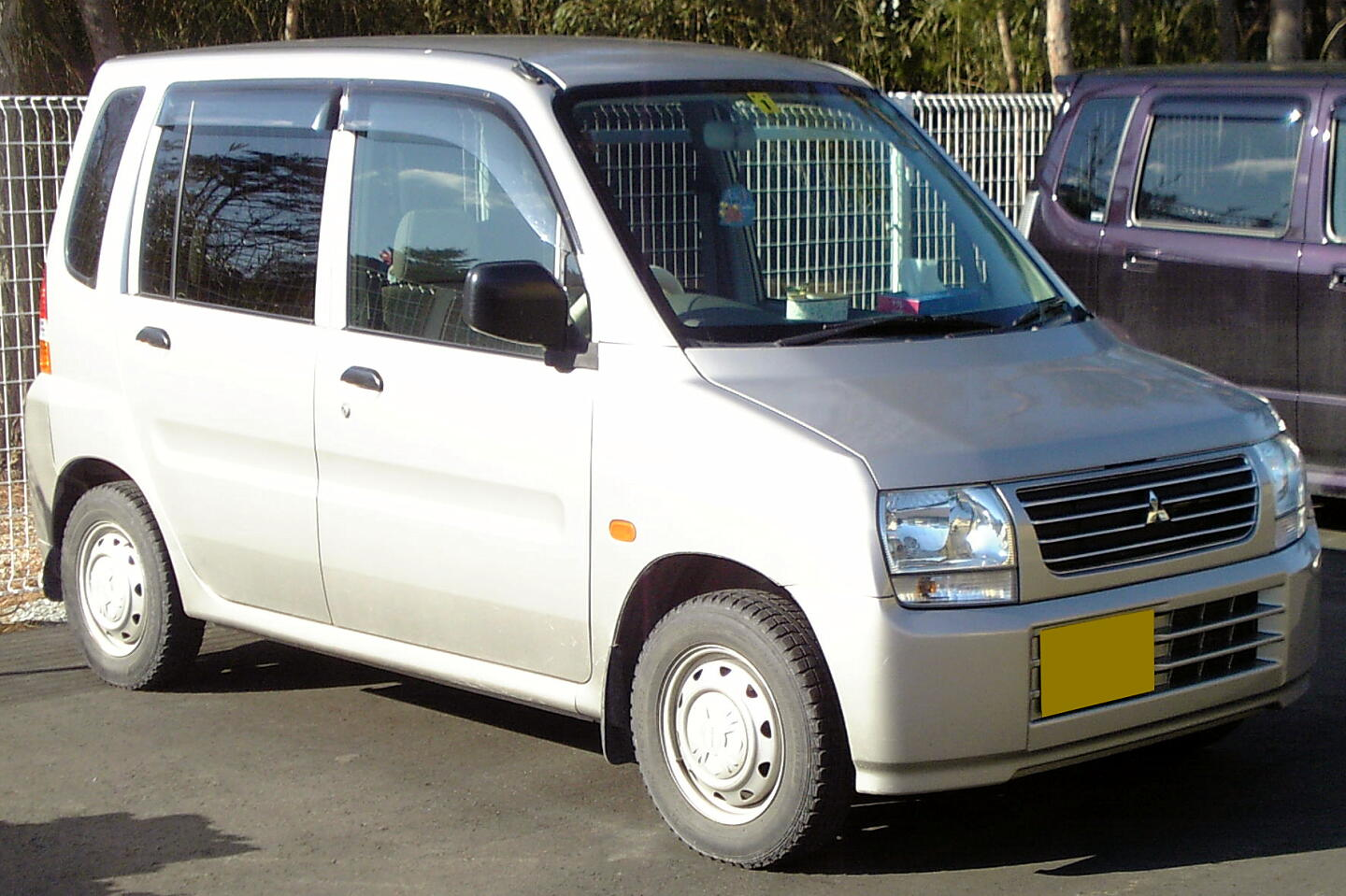
1999 Mitsubishi Toppo BJ